# Psolidium poriferum
Psolidium poriferum is een zeekomkommer uit de familie Psolidae.
De wetenschappelijke naam van de soort werd in 1876 gepubliceerd door Théophile Rudolphe Studer.